# Houstonia subviscosa
Houstonia subviscosa är en måreväxtart som först beskrevs av Charles Wright och Asa Gray, och fick sitt nu gällande namn av Asa Gray. Houstonia subviscosa ingår i släktet Houstonia och familjen måreväxter. Inga underarter finns listade i Catalogue of Life.